# Lāsbīd
Lāsbīd (persiska: لاسبید, Lāspīd) är en ort i Iran.   Den ligger i provinsen Khuzestan, i den centrala delen av landet, 600 km söder om huvudstaden Teheran. Lāsbīd ligger 292 meter över havet och antalet invånare är 169.
Terrängen runt Lāsbīd är platt.Runt Lāsbīd är det ganska tätbefolkat, med 62 invånare per kvadratkilometer. Närmaste större samhälle är Behbahān, 11,1 km sydost om Lāsbīd. Omgivningarna runt Lāsbīd är i huvudsak ett öppet busklandskap.